# Arge Bám
Arge Bám, persky: ارگ بم, je největší budova z nepálené hlíny na světě. Nachází se ve městě Bam, na jihovýchodě Íránu, v provincii Kerman. Je zapsána v seznamu světového dědictví UNESCO, v rámci položky "Bam a jeho kulturní krajina".

## Historie
Původ této obrovské citadely lze vysledovat zpátky do Achaimenovské říše (6. až 4. století př. n. l.). Největší slávu citadela zažila v 7.-11. století, kdy ležela na Hedvábné stezce a byla známa pro výrobu hedvábných a bavlněných oděvů. Celá stavba zaujímá 180 000 metrů čtverečních. Je obklopena 6-7 metrovou zdí o délce 1,8 kilometru. Dne 26. prosince 2003 byla stavba téměř úplně zničena zemětřesením, spolu s mnoha dalšími stavbami v Bamu a jeho okolí. S významnou mezinárodní pomocí íránská vláda stavbu obnovila.